# Francobolli su Mozart

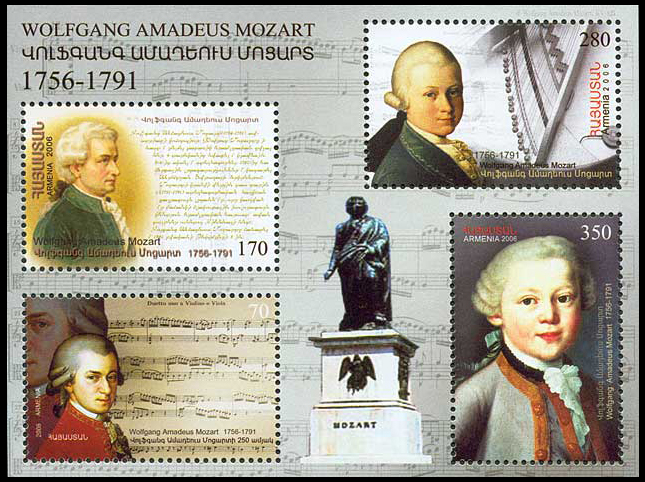
Francobolli emessi in Armenia.

A Wolfgang Amadeus Mozart sono stati dedicati molti francobolli. La presente voce vuole rappresentare un elenco, non esaustivo, di alcune delle principali emissioni filateliche dedicate al celebre musicista.
Ajman
- 1968 - Serie in Onore di Mozart - Ritratti - 6 valori - (emessa con una serie didicata a Chopin).

Albania
- 1991 - 200º Anniversario della morte di Mozart - Serie di 3 valori e 1 Foglietto, con immagini di Mozart e in sfondo partiture musicali - Francobolli da 90q., 1,20 Lek e 1,50 Lek., e Foglietto da 3 Leke - (Mic. n°2477/2479 + BF.).

Andorra francese
- 1991 - Francobollo dedicato all'anniversario mozartiano - 3,40 Fr. con immagini allegoriche e volto di Mozart - (YT n°408).(Esiste anche Non Dentellato, Prova di Lusso)

Armenia
- 2006 - Serie di 2 valori e 1 Foglietto di 4 valori, raffiguranti Mozart bambino e Mozart da grande - Singoli: 70 (form. orizzontale) e 350 (form. verticale); Foglietto raffigurante immagini di Mozart, valori da: 70, 170, 280 e 350, soggetti diversi.

Austria
- 1922 - Compositori austriaci - A profitto di opere di beneficenza - 5 Kronen Mozart - (UNI n°291);
- 1956 - Bicentenario della nascita di Mozart - 2,40 Scellini - Ritratto - (UNI n°857);
- 1969 - Centenario dell'Opera di Stato di Vienna - F.lli di opere di Mozart: Don Giovanni (UNI n°1124), Flauto Magico (UNI n°1125)-Stampato in foglietto (UNI BF.6);
- 1991 - Bicentenario della morte di Mozart - Foglietto di due francobolli da 5 Scellini e un chiudilettera - Ritratto eFlauto magico - (UNI n°1850 e 1851 dal BF. 15);
- 2006 - Anniversario della nascita di Mozart - Francobollo da 0,55 € rosso, con effigie in rilievo di Mozart;
- 2006 - Mozart in Wien - Francobollo precedente stampato in minifoglio di 10 - 0,55 € azzurro, con effigie in rilievo;
- 2006 - M2006 Salzburg - Francobollo dedicato a Mozart - form. orizzontale - 0,55 € (Mic. n°2603);
- 2011 - Duecentoventesimo anniversario della morte di Mozart - Francobollo da 0,70 € multicolore (Mic. n°2970);
- 2011 - Duecentoventesimo anniversario della morte di Mozart - Foglietto di 10 valori da 0,70 € multicolore (Mic.n°2970KB).

Belgio
- 1956 - 200º Anniversario della nascita di Mozart - Serie di 3 francobolli (80c.+20c., 2F.+1F. e 4F.+2F.), raffiguranti il Palazzo di Carlo di Lorena, Mozart bambino e la Regina Elisabetta con uno spartito musicale (la regina fu una grande mecenate della musica in Belgio) - (YT n°987/989) (serie emessa anche nel Congo Belga, con diciture cambiate);
- 1991 - Anniversario della morte di Mozart - 25 Fr. con l'effigie del compositore e partitura - (UNI n°2438). (Esiste anche non dentellato, Prova di Lusso);
- 2006 - Duecentocinquantesimo anniversario della nascita di Mozart - Francobollo da 0,70 € multicolore (Mic. n°3518).

Benin
- 1991 - Bicentenario della morte di Mozart - Quadro di Mozart, 1000 Fr. - (YT n°697)

Bequia (Grenadines of St.Vincent)
- 2006 - 250º Anniversario della nascita di Mozart - Serie di 4 Foglietti da 6 $, raffiguranti insolite immagini di Mozart, con in sfondo una partitura, una statuina, un manoscritto.

Boemia e Moravia (occupazione tedesca)
- 1941 - 150º Anniversario della morte di Mozart - 4 valori, con chiudilettera musicale - (UNI n°69/72).

Bosnia-Herzegovina
- 2006 - Anniversario della nascita di Mozart - Francobollo da 1,50 con Mozart e in sfondo una partitura.

Bosnia (Serba)
- 2006 - Anniversario della nascita di Mozart - Francobollo Tipo del precedente, da 1,50 con Mozart e in sfondo una partitura, emesso in minifoglio, con chiudilettera di Mozart al centro.

Bulgaria
- 1956 - Personaggi famosi - Francobollo di Mozart 40 ct. rosa carminio (YT n°877)- (della stessa serie di 8 valori, Franklin, Rembrandt, Heine, ecc.);
- 1984 - Musicisti celebri - Francobollo di Mozart da 42 Ct. (serie di 6 francobolli di musicisti);
- 1991 - Anniversario della morte di Mozart - 62 cm. Immagine di Mozart;
- 27-01-2006 - Anniversario mozartiano - 1 Aeb effigie di Mozart con chiudilettera raffigurante un usignolo e musica, emesso in minifoglio.

Cecoslovacchia
- 1956 - Bicentenario della nascita di Mozart e Festival Int.le di Musica di Primavera, Praga - Serie di 6 valori, con varie immagini della famiglia del compositore e Teatro di Praga - Serie storica - (YT n°858/863);
- 1981 - Omaggio a Mozart - Volto di Mozart - 1 K. (YT n°2435).
- 1991 - Bicentenario della morte di Mozart - Immagine di Mozart con il Teatro degli Stati di Praga sullo sfondo - Francobollo da 1 K. - (Mic. n°376)

Cile
- 1991 - Foglietto in onore di Mozart - 2 valori (60 S., Mozart che compone e 200 S., Mozart suona la spinetta) - (YT n°998 e 999?).

Congo Belga
- 1956 - Bicentenario della nascita di Mozart - Serie del Belgio, con dicitura Congo Belge Belgisch Congo - 2 valori - (YT n°339 e 340). (Vedi Belgio e Ruanda Urundi)

Cipro del Nord (Turco)
- 1991 - Anniversari e avvenimenti - Serie di 4 valori, con un francobollo per il 200º anniversario della morte di Mozart - 1500 Lira - (UNI n°307).

Cuba
- 1997 - Serie Compositori celebri - Francobollo di Mozart, con una partitura manoscritta di una parte corale - F.llo da 75 l. - (YT n°3658).

Danimarca
- 1986 - Francobollo dedicato a Poul Reichhart, vestito da Papageno (Flauto magico), 2,80+0,50 - (YT n°860).

Dominica
- 2006 - Foglietto in omaggio al 250º Anniversario mozartiano - 4 valori da 3 $, raffiguranti immagini di Mozart.

El Salvador
- 1991 - Anniversario della morte di Mozart - Francobollo da 1.00 C., raffigurante Mozart e una partitura - (YT n° 1123).

Francia
- 1957 - Serie Celebrità Straniere - Effigie di personaggi - W.A. Mozart - 25 Fr. (YT n°1137);
- 1991 - Bicentenario della morte di Mozart - Disegno fantastico - 2,50 Fr. (YT n°2695);
- 1991 - Libretto di 10 francobolli ordinari da 2,30 Fr. Le Poste avec le Train Mozart - cartoncino bianco con scritte in oro e rosso;
- 2006 - Anniversario mozartiano - Le opere di Mozart - Serie di 6 francobolli da 0,53 € (Don Giovanni, Le Nozze di Figaro, Il Flauto Magico, Il Ratto del Serraglio, Così fan tutte e La Clemenza di Tito) - Emessi anche in Foglietto Les Operes de Mozart;
- 2006 - Francobollo automatico tipo "Lisa", con firma Mozart - Salon du timbre & de l´écrit 2006 - Mozart.

Fujeira
- 1971 - Serie di 5 francobolli e un Foglietto- Mozart e strumenti musicali - Posta ordinaria e aerea, Foglietto da 10 Ris;
- Idem, Francobolli speciali - 10 Ris., in argento (YT n°727c) e in oro (YT n°727b);
- Idem, Foglietto speciale - 20 Ris., stampato su foglia d'oro (YT n°727bb);
- Idem, Foglietto speciale - 20 Rls., stampato su foglia d'argento (YT n°722cc).

Gambia
- 1993 - Serie dedicata ai grandi musicisti - Francobollo dedicato a Mozart - (Mic. n°1471). (Vedi Ghana, Grenada, Nevis)
- 2003 - Foglietto dedicato a Grandi Compositori - 4 valori, di cui uno dedicato a Mozart, f.llo da 25 D.
- 2006 - Foglietto dedicato all'anniversario mozartiano - 4 valori da 30 D., raffiguranti immagini di Mozart.

Georgia
- 2006 - Francobollo dedicato all'anniversario di Mozart - Mozart e partitura, F.llo da 100., emesso in fogli da 20.

Germania
- 1941 - 150º Anniversario della morte di Mozart - 6 +4 p. - (UNI n°734) - francobollo storico.
- 1956 - Bicentenario della nascita di Mozart - 10 p. Clavicembalo (UNI n°105);
- 1991 - Bicentenario della morte di Mozart - Foglietto da 100 p. Ritratto, con Papageno e manifesto del Flauto Magico - (UNI n°1403 BF. 25);
- 2006 - 250° della nascita di Mozart - 0,55 € Ritratto moderno.

Germania DDR
- 1956 - Bicentenario della nascita di Mozart - 2 valori - 10d. e 20d. (Dis. Eigler) (YT n°235 e 236)

Ghana
- 1993 - Serie dedicata ai grandi musicisti - Francobollo dedicato a Mozart - (Mic. n°1785). (Vedi Gambia, Grenada, Nevis)

Grenada
- 1992 - Serie dedicata ai grandi musicisti - Francobollo dedicato a Mozart - (Mic. n°2516).

Guinea
- 2006 - Anniversario mozartiano - Foglietto di Omaggio a Mozart - Immagini di Mozart - 3 francobolli da: 3000, 10000 e 15000.

Guinea Bissau
- 2006 - Anniversario mozartiano - Serie di 4, contenuta in un foglietto (500 FCFA c'uno) contenente altrettanti chiudilettera musicali e un Foglietto "Omaggio a Mozart", con immagini di Mozart da 3000 FCFA.

Guyana
- 1991 - Opere e vita di Mozart (Tipo di St. Vincent), Serie di 3 valori (75$, 80$ Morte di Leopold e 100$) - (YT n°2499/2501).(Esistono anche Non Dentellati, Prove di Lusso)
- 2006 - Anniversario mozartiano - Foglietto di Omaggio a Mozart - varie immagini di Mozart - 4 francobolli da 190 $ l'uno.

India
- 1991 - Anniversario di Mozart - Francobollo del ritratto non finito di Mozart, 6,50 R. - (YT n°1484).

Israele
- 1991 - Anniversario della morte di Mozart - Immagine di Mozart sovrapposta, in sfondo partitura - 2 Nu., emesso anche con bandella laterale - (YT n°1101).

Italia
- 07-10-1991 - Bicentenario della Morte - 800 Lire - Mozart alla spinetta (UNI n°1995);

Liberia
- 2006 - Foglietto dedicato all'anniversario di Mozart - Immagine con sfondo Flauto magico, francobollo da 120 $.

Liechtenstein
- 1981 - 225º Anniversario della nascita di Mozart - Foglietto da 1 Dm., con effigie di Mozart in rosa e in sfondo, in ocra e nero, una partitura del compositore - (YT BF. n°60);
- 04-03-1991 - Bicentenario della morte di Mozart 90 r. - Serie di 2 francobolli (con l'80 r. S.Ignazio di Loyola) (UNI n°955).

Macedonia
- 2006 - 250° della nascita di Mozart - Francobollo da 60., stampato in Minifoglio.

Maldives
- 2000 - Foglietto dedicato al Millennio, composto da 20 francobolli di personaggi storici - BF. Millennium 1750-1800, con il francobollo di Mozart da 3 Rf.;
- 2006 - Foglietto dedicato all'aniversario mozartiano - 4 valori da 12 Rf., immagini di Mozart.

Mali
- 1991 - Anniversario mozartiano - Serie di 2 valori, con Mozart e strumenti - 420 Fr. e 430 Fr. (YT n°352 e 353). (Esistono Non Dentellati, Prove di Lusso)

Malta
- 2006 - Serie di compositori, composta da 4 francobolli e un Foglietto dedicato all'aniversario mozartiano da 50 c.

Moldavia

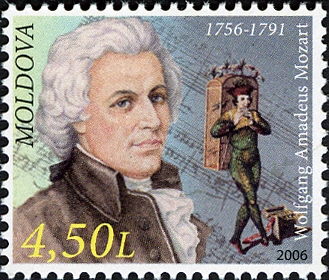
Francobollo della Moldavia

- 10-08-2006 - 250° della nascita di Mozart - Immagine di Mozart e Papageno - 4,50 L.

Monaco
- 16-11-1987 - Omaggio a Mozart e Berlioz - Francobollo di Mozart dedicato ai Duecento anni del Don Giovanni, 5 Fr. (YT n°1609 e 1610);
- 1991 - Trittico dedicato all'aniversario mozartiano - tre francobolli uniti, con immagini di Mozart, da 2 f., 2,50 f. e 3,50 f.;
- 2006 - Anniversario mozartiano - Francobollo da 1,22 € raffigurante Mozart (YT n°2548).

Micronesia (Federation)
- 2006 - Foglietto dedicato al 250º Anniversario della nascita di Mozart - Francobollo da 2 $, rosso bruno e giallo, e sfondo con immagini su Mozart.

Mongolia
- 1981 - Omaggio ai grandi musicisti - Francobolli di verdi, Bartok, Tchaikovsky e Mozart - F.llo di Mozart è da 20 S., con l'immagine del compositore e una scena da un'opera (Don Giovanni??).

Mozambico
- 2002 - Foglietto dedicato alla Musica e alla Massoneria - Francobollo di Mozart da 88000 MT. - (nel foglietto l'immagine anche diLuciano Pavarotti).

Nevis
- 1993 - Serie dedicata ai grandi musicisti - Francobollo di Mozart a 6 anni, da 3 $ - (Mic. n°714).

Oman
- 1972 - Omaggio a Mozart - Serie di 5 valori e un Foglietto - Immagini di Mozart - Il BF. è da 2 Rls.

Palau
- 2006 - Anniversario mozartiano - Foglietto di Omaggio a Mozart Le nozze di Figaro - 2 $.

Perù
- 2006 - Anniversario mozartiano - Francobollo con Mozart e partitura - S/. 5,50.

Polinesia Francese
- 28-08-1991 - Anniversario della morte di Mozart - 100 fr. Mano al pianoforte e compositore nello sfondo - (YT n°389).(Esiste anche Non Dentellato, Prova di Lusso)

Polonia
- 15-02-2006 - Anniversario mozartiano - Francobollo da 2,40 Zlt. raffigurante Mozart e una allegoria con la musica.

Port Betaald
- 2006 - Serie di 2 francobolli, con uno di Mozart - Profilo di Mozart.

Portogallo
- 2006 - Anniversario mozartiano - Francobollo da 0,60 €, raffigurante Mozart e una partitura e Foglietto da 2,75 € - (YT n°3033 e 3034).

Ras al Khaima
- 1972 - Serie Mozart nei quadri - 6 valori - Serie non del tutto ufficiale - Esiste Dentellata e più rara Non Dentellata;
- Idem, Foglietto con la famiglia Mozart - 10 R. (Vedi catalogo Minkus).
- Anni settanta - Serie di Opere Liriche - Francobollo da 2 Rivals dedicato all'opera di Mozart Il Ratto del Serraglio - Serie non ufficiale - (e annullo senza data!).

Ruanda Urundi
- 1956 - Bicentenario della nascita di Mozart - Serie del Belgio, con dicitura Ruanda Urundi - 2 valori - Colori cambiati - (YT n°339 e 340) - (Vedi Belgio e Congo Belga)

Romania
- 1956 - Anniversari culturali - Personaggi famosi - Serie di 10 valori - Francobollo di Mozart, 2,55 Lei lilla - (YT n°1486);
- 1985 - 2 Foglietti dedicati ai grandi musicisti - Intereuropeanà 1985 - Francobollo da 3 Lei dedicato a Mozart;
- 2006 - Celebrazione di personalità - 50 Bani W.A. mozart, immagine del compositore - Serie di 3 francobolli di diverse personalità;
- 2006 - Anniversario mozartiano - n°2 Interi Postali dedicati all'aniversario mozartiano.

San Marino
- 12-02-1998 - Don Giovanni di W.A. Mozart - Dal Foglietto dedicato ai Quattro Secoli di Opera - Compositori e Opere - (UNI n°1656 dal BF. n°61);
- 2006 - Anniversari d'autore - Serie di 4 valori, con francobollo dedicato a Mozart, da 1,40 € (disegnato da Paolo Conte).

Senegal
- 1991 - Bicentenario della morte di Mozart - Effigie di Mozart, Serie di 4 (5Fr., 150Fr., 180Fr. e 220Fr.) - (YT n°943/946).

Serbia
- 2006 - Anniversario della nascita di Mozart - Francobollo da 46 d. con Mozart, stampato in minifogli con un chiudilettera al centro in alto (emesso in serie con un francobollo dedicato a Rembrandt).

Svezia
- 2006 - 250º Anniversario della nascita di Mozart - Francobolli Brev Inrikes, raffigurante Papageno, stampato in Foglietto di 6 valori (con effigie di Mozart).

Sharjah
- 1970 - Omaggio a Wolfang Amadeus Mozart, quadri - Serie di 5 valori con contorno argento e Serie di 5 valori con contorno rosaceo-(YT n°643-52).

S.Tomè e Príncipe
- 2006 - Foglietto dedicato all'anniversario mozartiano - 4 valori (da 7000, 9000, 10000 e 14000 Db.) - Varie immagini del compositore tratte da quadri.

St. Vincent
- 1991 - Serie Opere e vita di Mozart - Francobolli: 1 $ Le Nozze di Figaro e 3 $ La Clemenza di Tito - (YT n°1543 e 1544). (Foglietti ???)
- 1993 - Serie dedicata ai Musicisti - Foglietto dedicato a Mozart, francobollo da 4 $ - (Esiste anche con la soprastampa Specimen)

St. Vincent & Grenadines
- 1991 - Serie Opere e vita di Mozart (come St. Vincent, altri soggetti) Francobolli: 1 $ Il Ratto del Serraglio e 3 $Dresda- (YT n°797 e 780) e 2 Foglietti: 5 $ Mozart e Salisburgo e 5 $ Mozart e Vienna - (YT n°799 e 800).

St. Vincent - Bequia
- 1991 - Anniversario mozartiano - Serie di 3 valori - Mozart e strumenti musicali (10 c., 75 c. e 4$) - (YT n°290-292).

Tanzania
- 2006 - Anniversario mozartiano - Foglietto di Omaggio a Mozart - Immagini di Mozart e Don Giovanni (con Ruggero Raimondi) - 4 francobolli da 1200/- l'uno.

Tchad
- 2000 - Foglietto dedicato ai grandi musicisti del millennio - Francobollo di Mozart da 100Fr. - Serie di 9 valori;

Togo
- 2006 - Anniversario mozartiano - Foglietto di Omaggio a Mozart, stupenda immagine di Mozart alla spinetta, chiave di violino e alcune scritte in nero - Foglietto da 1500 Fr.

Turchia
- 1991 - Bicentenario della morte di Mozart - Ritratto e partitura - 1500Lira +100 - (UNI n°2684).

Tuvalu
- 2006 - Anniversario mozartiano - Foglietto di Omaggio a Mozart, immagini della vita di Mozart - 4 francobolli da 1,30 $.

Ungheria
- 1991 - Bicentenario della morte di Mozart - Immagini di Mozart - 2 Valori e un Foglietto da 10 Ft.
- 2006 - Cartolina Postale da 52 Ft. dedicata all'aniversario di Mozart.

URSS
- 1956 - Personalità universali - Francobollo dedicato a Mozart - Serie di 9 valori - 40 K. verde-blu (YT n°1866).

Vaticano
- 2006 - 250º Anniversario della nascita di Mozart - Ritratto dell'artista e partitura - Francobollo da 0,60€ emesso in Foglietto di 6 esemplari;

Viet-Nam
- 2006 - Anniversario mozartiano - Francobollo da 2000 d., con l'effigie di Mozart e uno sfondo verde con delle note.

Wallis et Futuna
- 23-09-1991 - Anniversario mozartiano - Francobollo di Posta Aerea da 500 Fr., policromo (esiste anche come Prova d'Autore, non dentellato) (YT PA n°172).

Yemen
- 1971 - Opere liriche - Olimpiadi di Monaco '72 - Serie di 6 - Francobollo da 6 B. dedicato a Le Nozze di Figaro;
- 1972 - Omaggio a Mozart e al teatro Cuvillies - Olimpiadi di Monaco '72 - Foglietto da 6 B., con l'effigie di Mozart e un'immagine del Teatro in sfondo - Nota (È probabile faccia parte della serie precedente, nonostante la data, essendo un'emissione semi-ufficiale).

Yugoslavia
- 20-03-1991 - Bicentenario della morte di Mozart - Ritratto 7,50 d. - (UNI n°2361).

Sempre nella tematica "Mozart" si può comprendere anche il francobollo emesso dall'Italia, dedicato a Salieri nel 2000 da 4800 Lire (UNI n°2539) e Il foglietto di San Marino di 3 francobolli da 1,50 € dedicato a Salieri (per l'opera Europa riconosciuta), il Teatro alla Scala e Riccardo Muti (grande esecutore di Mozart nel mondo).